# Lymeon mandibularis
Lymeon mandibularis là một loài tò vò trong họ Ichneumonidae.